# Sächsische I TV
Als Gattung I T{\displaystyle \textstyle {\mathfrak {V}}} bezeichneten die Königlich Sächsischen Staatseisenbahnen die Tenderlokomotiven der Bauart Meyer, welche speziell für die krümmungsreiche Windbergbahn beschafft wurden. Die Deutsche Reichsbahn ordnete die Lokomotiven 1925 in die Baureihe 98.0 ein.

## Geschichte

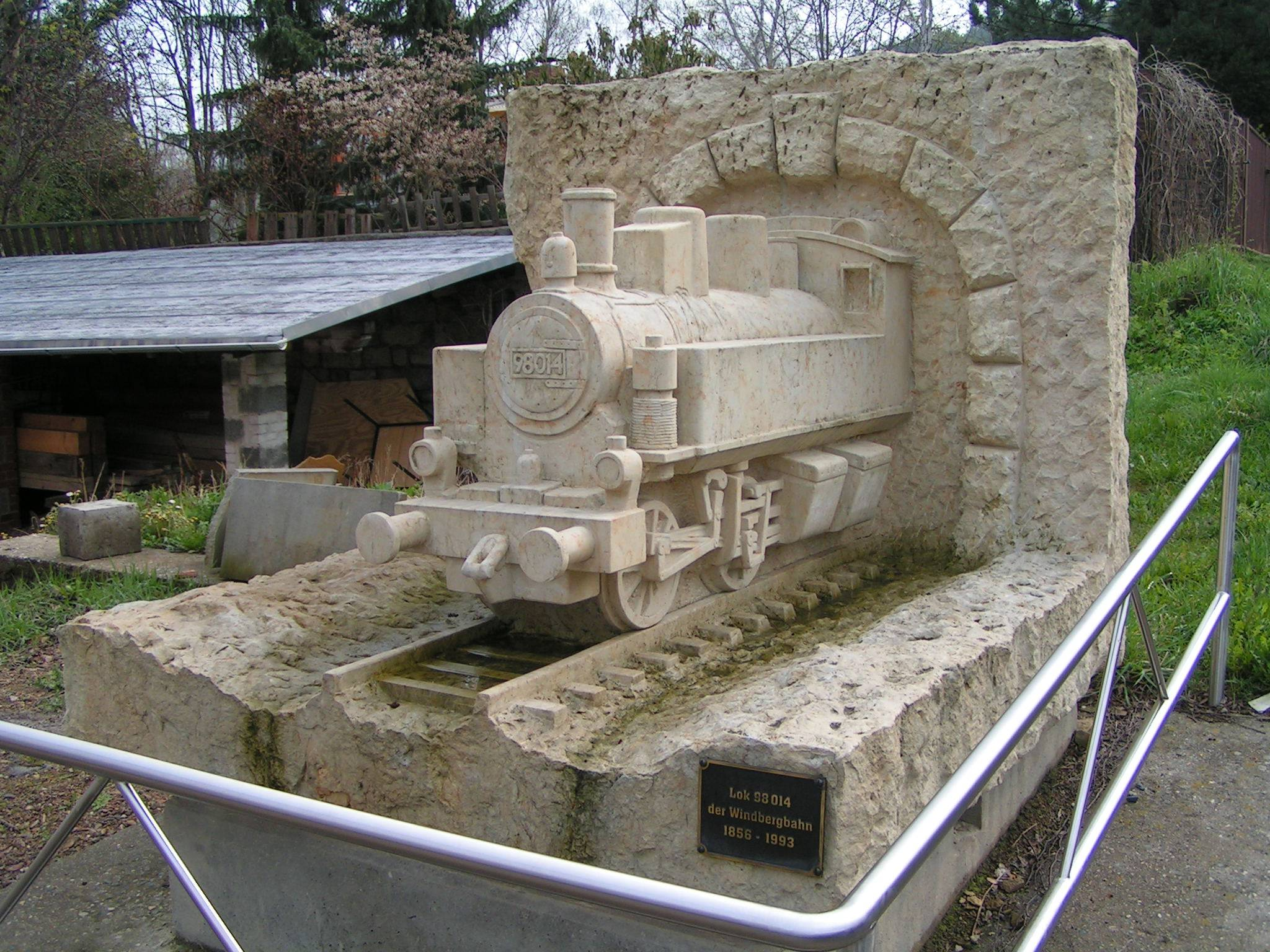
Denkmal für die Windbergbahn in Form der Lok 98 014 aus Sandstein gemeißelt, nahe dem Schloss Burgk in Freital

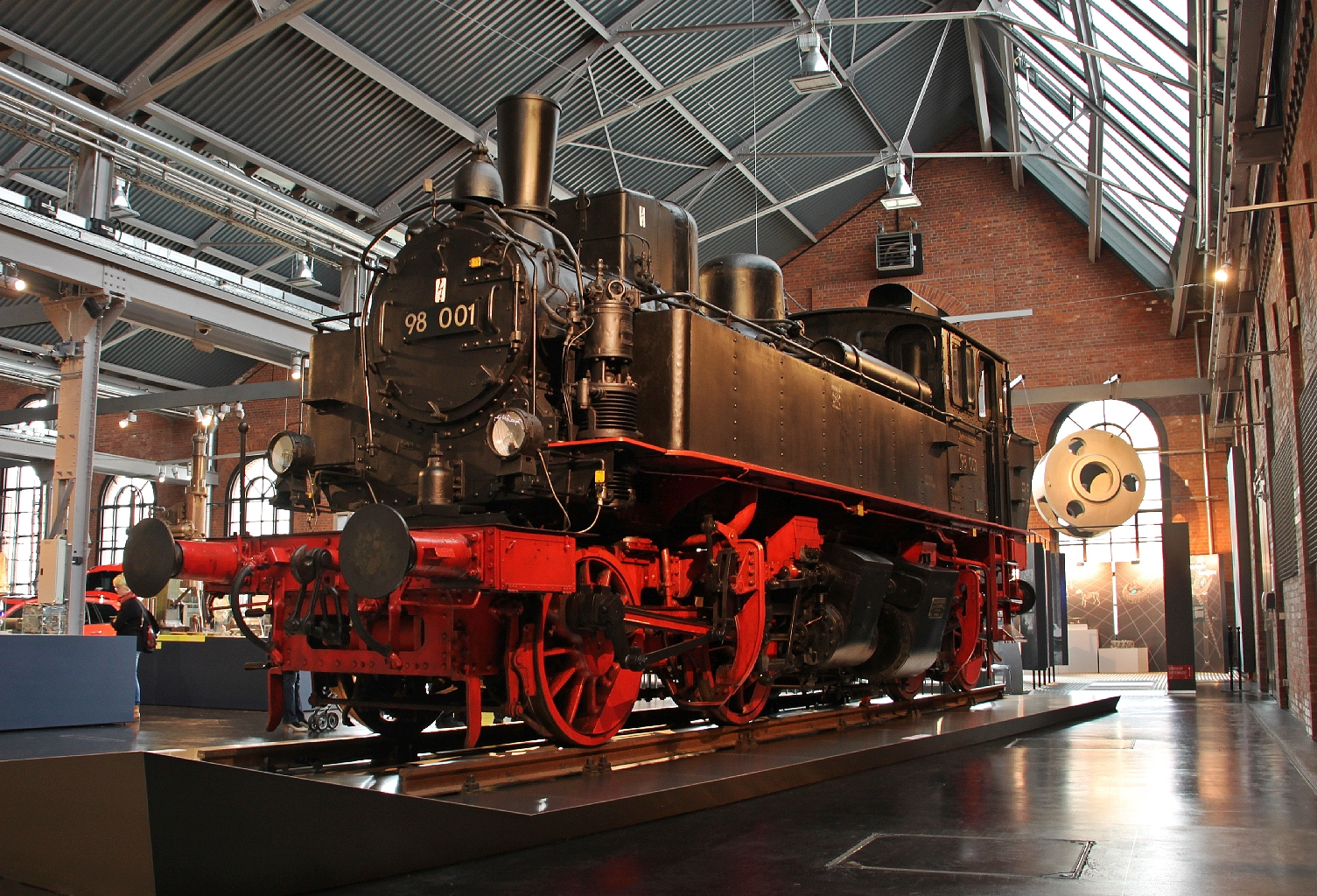
Lok 98 001 (ex I TV 1394) im Industriemuseum Chemnitz

Nahe bei Dresden betrieben die Kgl. Sächs. Staatseisenbahnen mit der Windbergbahn eine vorrangig dem Kohleverkehr dienende Nebenbahn, welche neben einer starken Neigung auch über Kurvenhalbmesser von nur 85 Metern verfügte. Um die Jahrhundertwende reichte die Leistung der bislang eingesetzten Lokomotiven der Gattung VII T nicht mehr aus. Ursachen dafür waren sowohl der einsetzende Ausflugsverkehr als auch steigende Transportmengen im Kohletransport. Zwischen 1910 und 1914 lieferte die Sächsischen Maschinenfabrik insgesamt 19 Lokomotiven in 3 Baulosen und einer Einzelmaschine der Bauart Meyer, welche in ihrer Bauart den bewährten Schmalspurlokomotiven der Gattung IV K weitgehend glichen. Die Baulose unterschieden sich hinsichtlich ihrer Dienstgewichte und äußeren Gestaltung. Im Volksmund wurden sie als „Windberglok“, „Possendorfer Heddel“ oder „Kreuzspinne“ bezeichnet.
Drei Exemplare gingen im Ersten Weltkrieg verloren; die Deutsche Reichsbahn übernahm 1920 die verbliebenen 15 Lokomotiven und gab ihnen die Nummern 98 001 bis 98 015. Wie alle Lokomotiven der Baureihe 98 wurden die Maschinen somit als Lokalbahnlokomotiven eingestuft.
1940 übernahm die Reichsbahn eine weitere an die Oberhohndorf-Reinsdorfer Kohleneisenbahn gelieferte Lokomotive dieser Bauart und vergab an sie die Betriebsnummer 98 015 in Zweitbesetzung.
Alle Maschinen überstanden den Zweiten Weltkrieg. Zwei Lokomotiven wurden beim Luftangriff am 13. Februar 1945 schwer beschädigt, aber wieder aufgebaut. Sie wurden auch weiterhin auf ihrer Stammstrecke im Personen- und Güterverkehr eingesetzt. Zwischen 1952 und 1962 wurden sie in Doppeltraktion vor Uranerzganzzügen nach Dresden-Gittersee eingesetzt. Die Züge bestanden aus 10 Waggons mit einem Ladegewicht von 20 Tonnen. In den 11 Betriebsjahren der Aufbereitung beförderten die 8 verbliebenen Lokomotiven so 3.854.000 Tonnen Uranerz nach Gittersee. Im Gegenzug wurden von 1956 bis 1967 1.000.000 Tonnen Steinkohle des VEB Steinkohlenwerk Freital Richtung Dresden transportiert. Erst mit den Lokomotiven der DR-Baureihe V 60 (später Baureihe 106, heute 346) mit Spurkranzschmierung konnten die Lokomotiven Ende der 60er Jahre auf der kurvenreichen Strecke abgelöst werden. 1968 wurde das letzte Exemplar dieser Baureihe ausgemustert.
Die 98 001 (ex I TV 1394) blieb bis heute erhalten und gehört zum Bestand des Verkehrsmuseums Dresden. Sie befindet sich zurzeit als Leihgabe im Industriemuseum Chemnitz.

## Technische Merkmale
Die Lokomotiven besaßen einen aus zwei Schüssen gefertigten Langkessel. Der Stehkessel war mit halbrunder Decke der Bauart Crampton ausgeführt. Zur Kesselspeisung dienten zwei nichtsaugende Injektoren der Bauart Friedmann. Ab 1914 wurden auch solche der Bauart Winzer verwendet.
Die Dampfmaschine war als Vierzylinder-Verbundtriebwerk mit Heusingersteuerung und Flachschiebern ausgeführt. Die kleineren Hochdruckzylinder befanden sich am vorderen, die größeren Niederdruckzylinder am hinteren Drehgestell. Die Drehgestelle waren durch ein Kuppeleisen verbunden, um etwaige gegenläufige Schlingerbewegungen zu verringern.
Der Wasservorrat war in seitlichen Behältern untergebracht, die Kohle in einem Kasten hinter dem Führerhaus.
Die Lokomotiven waren ab Werk mit einer Westinghouse-Druckluftbremse, ergänzt durch eine Wurfhebelbremse, ausgestattet. Als Sonderausrüstung waren sie mit einem Dampfläutewerk der Bauart Latowski versehen.